# Elfleda
Elfleda, född på 800-talet, död efter 919, var drottning av Wessex, gift med kung Edvard den äldre. Hon spelade ingen framträdande roll som drottning och ska ha blivit förskjuten när maken ville gifta om sig.

## Biografi
Elfleda var dotter till en ealdorman Æthelhelm, förmodligen ealdorman Æthelhelm av Wiltshire (död 897), som har spekulerats var släkt med kungahuset. Hon gifte sig med kung Edvard den äldre efter att hans första äktenskap med Ecgwynn avslutades 899. Paret var gifta senast år 901, eftersom Elfleda bevittande ett dokument under detta år som kungens hustru. Vid denna tid var titeln drottning inte vanlig bland de engelska kungarnas hustrur, och hon benämns endast som conjux regis (kungens hustru). Paret fick åtta barn, två söner och sex döttrar.
Enligt William av Malmesbury försköt kungen Elfleda för att gifta om sig med Edgiva av Kent. Eftersom Edgivas första barn med Edvard föddes 920, förmodas Edvard ha förskjutit Elfleda och gift sig med Edgiva år 919. 
Efter skilsmässan ska Elfleda ha gått i kloster. Detta ska dock inte förstås bokstavligt: eftersom hon hade fortsatt kontroll över sina gods kan hon inte ha blivit nunna, men hon bodde förmodligen som gäst i ett kloster, viket var vanligt. Hennes son Ethelweard av England blev kung 924 men hon nämns inte under hans regeringstid och avled kanske innan dess. Hon begravdes i Wilton Abbey.